# France Mabiletsa
France Mabiletsa (ur. 25 listopada 1962) – botswański bokser, olimpijczyk.

## Kariera amatorska
W 1991 r. wywalczył brązowy medal igrzysk afrykańskich.
W 1992 r. reprezentował Botswanę na Igrzyskach Olimpijskich w Barcelonie, rywalizując w kategorii półciężkiej. Mabiletsa przegrał swoją pierwszą walkę z Montellem Griffinem, odpadając z zawodów w 1/16 finału. Był jedynym bokserskim reprezentantem Botswany na tych igrzyskach.
Dwa lata później zdobył brązowy medal na igrzyskach Wspólnoty Narodów, przegrywając w półfinale z Johnem Wilsonem. W ćwierćfinale pokonał reprezentanta Irlandii Stephena Kirka.